# 立川ボーイズ
立川ボーイズ（たてかわボーイズ）は落語立川流の若手落語家で結成されたユニット。1990年代と2010年代に別々のメンバーにより存在した。

## 立川ボーイズ
1990年代に立川談志門下の立川談春、立川志らく、朝寝坊のらく（『ヨタロー』以降は脱退し廃業）のメンバーで ヨタロー、たまにはキンゴロー、夜鳴き弁天、アンモナイト等に出演。「ボーイズ」とつけたのは「談志→だんし（男子）→BOY(S)」という言葉遊び。落語会を開催、ライブでは落語とともに、二人でコントをやっていた。談春・志らくのコンビで、浅草キッドなどを抑えて「高田文夫杯OWARAIゴールドラッシュ」（主催：ニッポン放送）年間グランドチャンピオンに輝いたこともある。
それぞれ落語家として人気が高まり個人の活動が盛んになったことや、真打昇進後に談春が事務所から独立したことで、ユニットでの活動は自然消滅した。
立川ボーイズ活動終了後、談春・志らくが落語会などでも共演することがほとんどなく不仲説が流れていたが、活動終了から30年近く経った2023年にそれぞれ否定している。その後も落語会での共演はほぼないが、2024年6月に二人が所属する落語立川流が一般社団法人となった際に、談春・志らくそれぞれが副代表となっている。

## 平成立川ボーイズ
2010年に志らくの弟子である立川志らら、立川こしらで「平成立川ボーイズ」を結成。『平成立川ボーイズのオールナイトニッポンR』のパーソナリティを担当。
平成立川ボーイズはオールナイトニッポンR放送を機に、急遽結成されたコンビであるが、立川こしらと立川志ららは以前にカラッペタンズという漫才コンビを組んでいた。他にも、二人で『進め！電波少年』や『爆笑オンエアバトル』の前説などを務めたこともある。『はんにゃのオールナイトニッポン』に頻繁に出演していたが、同番組が2011年3月29日に最終回を迎え、その場で解散を宣言した。
2020年（令和2年）6月から立川こしら伝統組チャンネル（Youtube）でスタートした「Hallo中堅 志らら×こしら」は志ららとこしらによるフリートークの番組だが、立川ボーイズもしくはカラッペタンズとは名乗っていない。